# Río Joèu
El río Joeu (en aranés: arriu Joèu)  es un río que discurre por el Valle de Arán, es afluente del Garona. Transcurre a lo largo del valle de Era Artiga de Lin hasta desembocar en el río Garona en las cercanías de la localidad de Las Bordas.
Recibe una aportación importante de agua a través de la cascada des Uelhs deth Joèu, que recibe el agua a través de una vía subterránea de más de 4 kilómetros desde el Aigualluts (Valle de Benasque). Otras afluentes del río Joèu son los barrancos dera Ribèra, barranco des Pòis o barranco de Gèles .
En la parte alta del río destacan los picos Blanca de Pomero (2.697 m), pico Artiga (2.710 m) y Pico La Forcanada (2.883 m).  

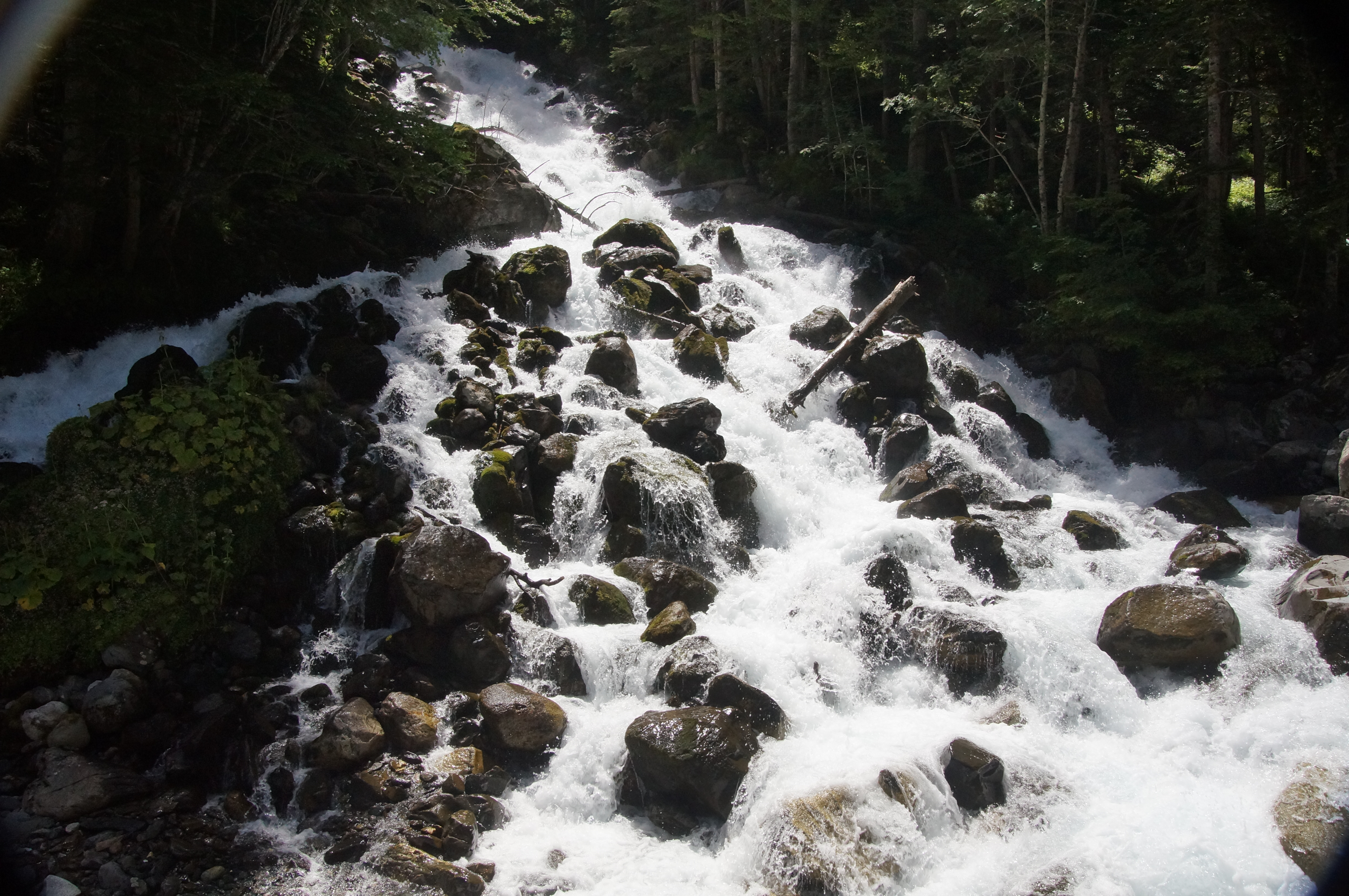
Uelhs deth Joèu en la Artiga de Lin